# Jessie Crawford
Jessie Crawford, född 1828, död 1875, var en nyzeeländsk husmor. 
Hon hade ansvar för de kvinnliga immigrantbarackerna i Dunedin 1862-1875. Detta var vid en tidpunkt när myndigheterna organiserade en immigration av ensamstående kvinnliga immigranter till Nya Zeeland för att utjämna könsbalansen, något som då var något nytt i kolonin. Crawford fick ansvaret för att ta emot de kvinnliga immigranterna och ta hand om dem fram till att de kunde lämna barackerna för att gifta sig eller få ett arbete (normalt sett som tjänsteflickor). Hon fungerade i praktiken också som arbetsförmedlare och tog vidare emot kvinnor som behövde någonstans att bo under arbetslöshet. Crawford var unik i sin position på Nya Zeeland, där övriga kvinnor i hennes yrke normalt endast var anställda som komplement till en äkta make med motsvarande ställning.